# 山内一夫
山内 一夫（やまのうち かずお、1914年4月24日 - 1993年10月1日）は、日本の法制官僚・法学者。専門は行政法。学習院大学名誉教授。

## 略歴
東京市（現新宿区）出身。1938年東京帝国大学法学部政治学科卒。内閣法制局総務長官室主幹。内閣法制局第三部長、1959年内閣法制局第一部長、1964年学習院大学法学部教授、法学部長、85年定年、名誉教授。

## 著書
- 『行政法論考』一粒社 1965
- 『行政指導』弘文堂法学選書 1977
- 『新行政法論考』成文堂 1979
- 『憲法論考』成文堂 1981
- 『行政指導の理論と実際』ぎょうせい 1984
- 『地方公務員のための法律講座 行政法』第一法規出版 1986
- 『公務員のための行政指導論』大蔵省印刷局 1986

### 共編著
- 『地方行政事務提要』高辻正己,真田秀夫共著 良書普及会 1958
- 『教育法規辞典』木田宏,安嶋弥共編 学陽書房 1961
- 『政府の憲法解釈』編 有信堂 1965
- 『精解行政法』杉村章三郎共編 光文書院 1971
- 『演習行政法』雄川一郎共編 良書普及会 1972
- 『行政法辞典』杉村章三郎共編 ぎょうせい 1975
- 『注釈地方自治法』共編 第一法規出版 1985

## 論文
- Cinii